# Gobierno de Unidad Nacional (Hungría)
El Gobierno de Unidad Nacional (en Húngaro: Nemzeti Összefogás Kormánya) es el nombre recibido por la autoridad que gobernó Hungría durante la ocupación alemana del país. Nominalmente, el Estado Húngaro (Magyar Állam) fue durante un corto período un estado títere de la Alemania nazi, que se había formado el 16 de octubre de 1944 después de que el regente Miklós Horthy fuera apartado del poder por comandos alemanes en la "Operación Panzerfaust" (del alemán: Unternehmen Eisenfaust). Estaba liderado por Ferenc Szálasi y duró apenas unos meses, controlando únicamente una parte del territorio del país, la que se mantenía bajo ocupación alemana. Durante este corto periodo, 80.000 judíos, incluyendo mujeres, niños y ancianos, fueron deportados hacia su muerte.
El país se encontraba ocupado por numerosas tropas alemanas y era el campo de batalla entre estas y las tropas del Ejército Rojo, que ya habían tomado el este del país. Este nuevo estado, que no pasaba de ser un mero títere controlado por la Alemania nazi, reemplazó al Reino de Hungría (en húngaro: Magyar Királyság) que había existido hasta entonces.

## Historia

### Establecimiento
Desde la grave derrota sufrida por las tropas húngaras en la batalla de Vorónezh a manos de los ejércitos soviéticos, la participación de Hungría en la contienda se redujo enormemente. Las negociaciones secretas con los británicos y los estadounidenses continuaron. De acuerdo con la petición de los aliados occidentales, no hubo contactos con los soviéticos. Consciente de las negociaciones secretas del primer ministro Kállay y temiendo que Hungría podría concluir una paz por separado, en marzo de 1944 Hitler lanzó la Operación Margarethe y ordenó a las tropas alemanas ocupar Hungría.
Ante la posibilidad de que Hungría se cambiase de bando y traicionase a la Alemania nazi, Adolf Hitler no dudó en lanzar la Operación Panzerfaust y hacerse con el control de Budapest mediante un asalto de comandos y paracaidistas alemanes, a mediados de octubre, cuando el regente Miklós Horthy anunció el armisticio. Presionado por los alemanes y fracasado el intento de cambiar de bando, Horthy nombró primer ministro a Ferenc Szálasi el 16 de octubre de 1944. El Parlamento húngaro aprobó la formación de un Consejo de Regencia (Kormányzótanács). Por su parte, el 22 de diciembre de 1944, Béla Miklós fue nombrado primer ministro del Gobierno húngaro que controlaba la mitad oriental del país (la ocupada entonces por la Unión Soviética) con capital en Debrecen. Miklós era el antiguo comandante del Primer Ejército de Hungría, al frente del cual había fracasado en sus esfuerzos para convencer a los hombres bajo su mando para que cambiaran de bando. El Consejo de Ministros que presidía Miklós era un Gobierno interino y mantuvo el control en las porciones ocupadas por los soviéticos de Hungría hasta el final de la contienda.

### El nuevo régimen
Tras desistir de convertirse en palatino por la oposición de los conservadores, el 3 de noviembre, Szálasi juró como líder de la nación (nemzetvezető) —nuevo título—, formando un nuevo «Gobierno de Unidad Nacional» (Nemzeti Összefogás Kormánya) con dieciséis ministerios, la mitad de ellos compuestos por miembros del Partido de la Cruz Flechada. Mientras que la regencia de Horthy había llegado a su fin, la monarquía húngara no fue abolida jurídicamente por el régimen de Szálasi, en tanto que los periódicos del gobierno seguían refiriéndose al país como el "Reino de Hungría" (Magyar Királyság, también abreviado m.kir.), aunque Magyarország (Hungría) seguía siendo empleado como término alternativo. Un nuevo consejo de regencia aprobó el nombramiento y el Parlamento hizo lo mismo por unanimidad, aunque solo con la presencia de cincuenta y cinco de los trescientos setenta diputados. Aunque parte del Gobierno había formado parte de gabinetes anteriores —el Consejo de Ministros incluía fascistas de distintas corrientes salvo a los partidarios de Imrédy, que detestaban a Szálasi—, los principales puestos tanto en el Gobierno como en las principales empresas privadas quedaron en manos de miembros de la clase media baja afín al partido. El grueso de la Administración civil y del Ejército permaneció fiel al nuevo Gobierno y juró fidelidad a Szálasi. La misma tarde de la toma de posesión de este, el Ejército Rojo alcanzó los suburbios de la capital.
Szálasi era un ardiente fascista y su gobierno tenía poca u otras intenciones, salvo la de mantener el fascismo intacto y mantener el control de porciones de Hungría ocupadas por los nazis. Argumentaba que sus acciones eran con el fin de reducir la amenaza a Alemania, aunque el principal objetivo de Szálasi era crear un Sistema de partido único sobre la base de su ideología "Hungarista". Anunció la proclamación del «Estado hungarista» y de la inmediata formación de una clase campesina próspera. A principios de diciembre, se aprobó por decreto la conversión del país al corporativismo, pero en realidad el programa del partido no pudo ponerse en práctica por el rápido avance de las fuerzas soviéticas. La autonomía de las minorías se tradujo únicamente en el traspaso del control de la minoría alemana a las SS; el resto habían quedado fuera del control del Gobierno de Szálasi.
En estrecha colaboración con los nazis, Szálasi retomó las deportaciones de judíos —a pesar de su negativa formal después de las primeras protestas de las embajadas por los ataques a sus ciudadanos judíos—, principalmente los del gueto de Budapest, con lo que miles de judíos empezaron a ser ejecutados por militantes del Partido de la Cruz Flechada. Cincuenta mil de ellos fueron deportados a la frontera austriaca a construir fortificaciones y trabajar en las fábricas austriacas, donde muchos de ellos perecieron. De los aproximadamente ochocientos mil judíos que residían en la Hungría anterior a la guerra, solo doscientos mil (aproximadamente, el 25 %) sobrevivió al Holocausto. Una estimación de veintiocho mil gitanos de Hungría también murieron como parte del Porraimos. Algunas embajadas de países neutrales expidieron documentación para proteger a parte de la comunidad de Budapest; como algunos de estos documentos fueron falsificados para extender en lo posible la extensión de las embajadas, los seguidores de Szálasi comenzaron a despreciar esta documentación. Aunque Szálasi puso fin a las marchas a pie hacia Austria de las columnas de judíos deportados a finales de noviembre, no impidió las atrocidades en la capital. Desde comienzos de diciembre, perdió el control de los acontecimientos en Budapest, tras haberse trasladado al oeste.

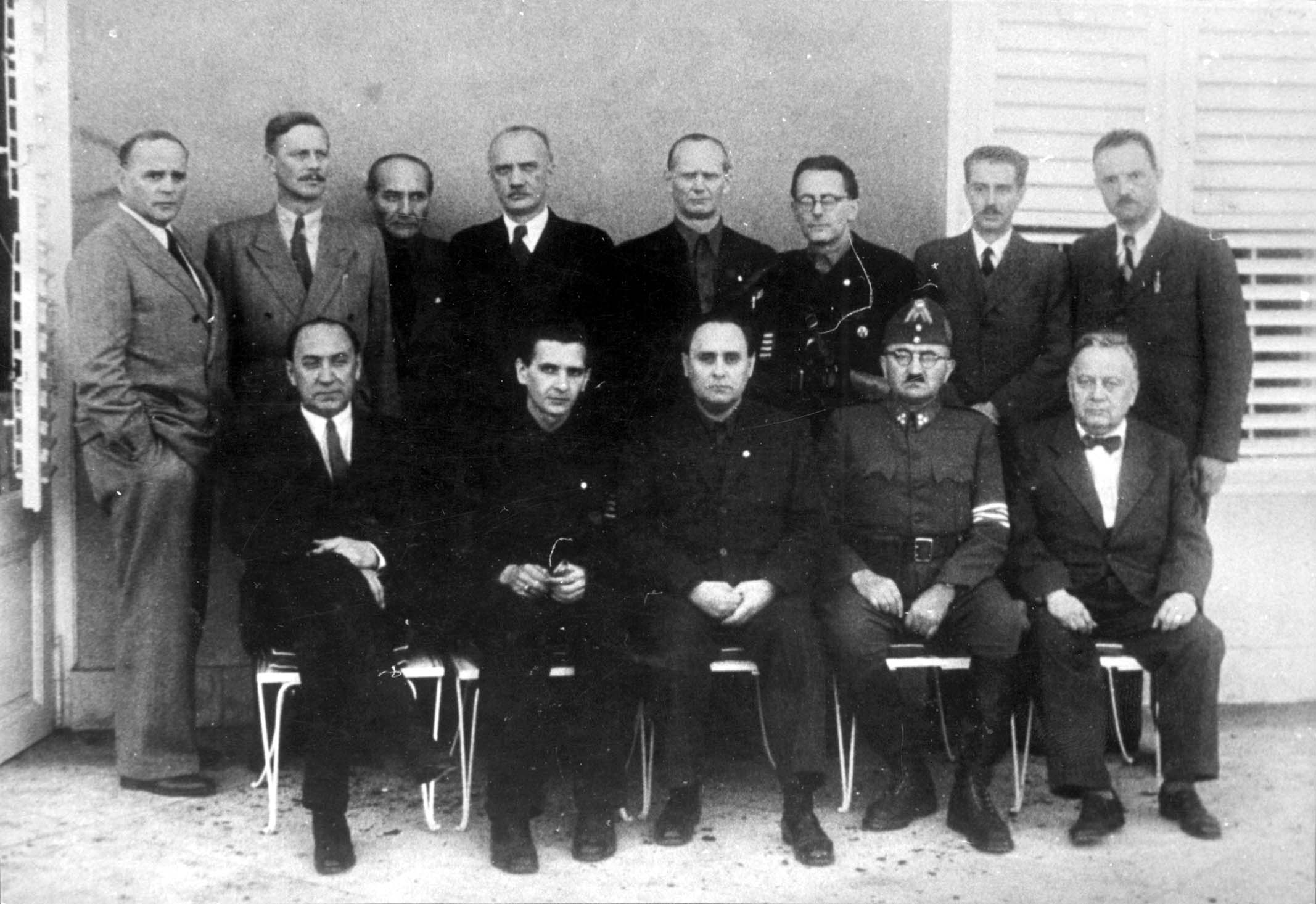
Ferenc Szálasi (sentado, en el centro) y los ministros de su «Gobierno de Unidad Nacional». La mayoría del gabinete pertenecía a su Partido de la Cruz Flechada.

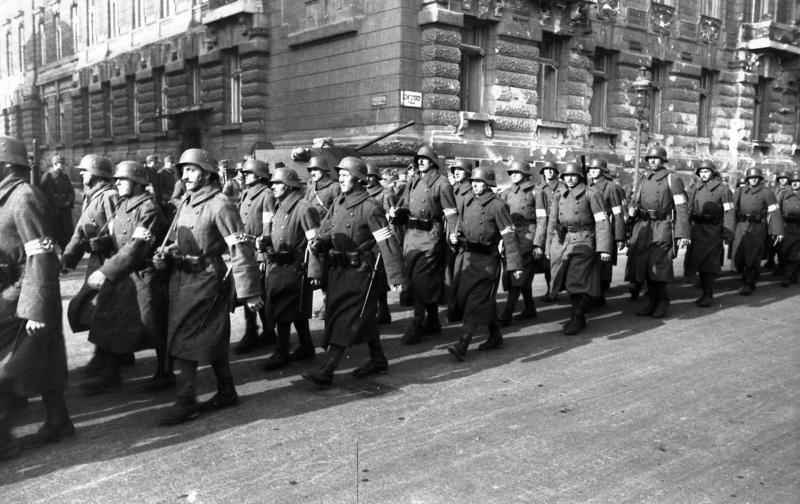
Miembros de la Cruz Flechada desfilando por las calles del centro de Budapest.

Szálasi visionó un nuevo orden económico, al que él llamó el "Orden social de la Nación de Trabajo" (Dolgozó Nemzet Hivatás Rendje). A pesar de la situación caótica en que se encontraba Hungría en aquellos momentos, teóricamente Szálasi se negó a comprometer la soberanía de Hungría y tratando de retener el mando nominal de todas las unidades militares húngaras, incluyendo las unidades locales de las SS. A los Alemanes de Hungría, incluso, no se les permitió unirse al Partido de la Cruz Flechada. Durante su mandado Szálasi dedicó más tiempo a sus escritos políticos y viajes por el territorio bajo su control que a los asuntos de gobierno; La mayoría de ellos se manejaron forma efectiva a través de su vice primer ministro Jenő Szöllősi. Esta era el estado de cosas cuando a comienzos de diciembre el Gobierno de Szálasi abandonó Budapest ante los recientes avances del Ejército Rojo, que ya habían llegado a las afueras de la capital, y se instaló en la zona occidental del país. En noviembre este había alcanzado las afueras de la capital, que quedó cercada el 24 de diciembre.
El 4 de diciembre, Szálasi visitó a Hitler y trató en vano de que este accediese a no defender Budapest, para evitar los combates en la ciudad. Hitler insistió en crear cuatro nuevas divisiones SS además de las dos existentes con soldados húngaros, mientras que Szálasi ofreció la corona húngara a Goering, que aceptó aunque pospuso la coronación hasta que mejorase la situación militar. El 10 de diciembre se llevó a cabo la evacuación gubernamental de Budapest y el traslado a Sopron y Szombathely, junto a la frontera alemana. El Parlamento se instaló en la primera localidad, mientras que Szálasi se recluyó en una hacienda de una pequeña población cercana, no sin antes proclamar que las inminentes Navidades serías «las de la esperanza». Las milicias del partido extendieron el terror, que también continuó en la capital cercada.
En la capital, cien mil soldados alemanes y húngaros quedaron asediados. El comandante húngaro a cargo de la defensa impidió que su homólogo de las SS asesinase a la población judía, pero no impidió las atrocidades de sus propias milicias, que continuaron con los asesinatos. Los intentos alemanes de socorrer la ciudad y quebrar el cerco fracasaron. El 18 de enero los soviéticos tomaron Pest y los defensores volaron los puentes del Danubio.

### El final
Las fuerzas fascistas leales a Szálasi y los restos del 1.er Ejército Húngaro lucharon junto a las fuerzas alemanas, aun cuando su lucha contra el Ejército Rojo fue en vano: el 13 de febrero de 1945, después de una durísima lucha urbana, toda la ciudad de Budapest ya quedó bajo control soviético. La capital se hallaba en ruinas. Szálasi, cada vez más alejado de la realidad, reapareció públicamente por última vez el 20 de enero para prometer la compensación total a la población por las pérdidas sufridas en el conflicto y amenazar de muerte a aquellos que no confiasen en la victoria final. La propaganda oficial proclamó el país, reducido cada vez más, «Imperio hungarista». Szálasi se enfrascó en la redacción de sus memorias y en las sesiones espiritistas y abandonó la gestión de los asuntos de Estado. El ministro de Exteriores alcanzó acuerdos con los representantes croatas y rumanos —de la Guardia de Hierro— mientras los alemanes requisaban cada vez más material y alimentos, soslayando la autoridad del Gobierno húngaro.
Un mes después de la caída de Budapest, durante la Operación "Despertar de Primavera" (Unternehmen Frühlingserwachen), las restantes fuerzas húngaras del 3.er Ejército Húngaro combatieron junto a las unidades alemanas en la última gran ofensiva del Eje contra las Fuerzas soviéticas. Durante 10 días las fuerzas del Eje lograron algunos avances a base de grandes pérdidas, pero todas estas ganancias se perdieron en el plazo de 24 horas durante la contraofensiva soviética, retrocediendo a las posiciones anteriores al comienzo de la ofensiva.
Entre el 16 y el 25 de marzo, los remanentes del 3.er Ejército húngaro fueron dispersados y virtualmente destruidos. Para finales de mes, el resto del Ejército Húngaro estaba destruido y lo poco que quedaba de él se había retirado a Eslovaquia y Austria al tiempo que las fuerzas soviéticas habían ocupado todo el país. Para el 4 de abril no quedaba ni un solo soldado alemán en territorio húngaro. El Gobierno de Béla Miklós se hizo cargo nominalmente de todo el país, pero el régimen de Szálasi se mantuvo todavía oficialmente hasta su disolución el 7 de mayo de 1945, un día antes de rendición de Alemania. Szálasi fue capturado por tropas norteamericanas Mattsee el 6 de mayo, siendo repatriado a Hungría donde sería juzgado y ejecutado.